# Antonio Callea
Antonio Callea (Favara, 5 novembre 1894 – Pont de Molins, 7 febbraio 1939) è stato un militare italiano, di grado capitano, insignito della medaglia d'oro al valor militare alla memoria.

## Biografia
Nacque a Favara, da Giovanni e Maria Sutera Sardo. Si sposò con Giovanna Rampello originaria di Agrigento.
Durante la sua carriera militare ottenne diverse onorificenze. Da segnalare una croce al merito di guerra durante la prima guerra mondiale. Giovanissimo prese parte alla Prima battaglia del Piave dove assunse il ruolo di comandante di un reparto esplosivi del Regio Esercito. Il 21 novembre 1917 rimase intrappolato con le sue truppe sul Colle della Berretta, dove sprezzante del pericolo, risultò essere uno dei più coraggiosi, facendo numerosi prigionieri tra le trincee alleate; per questo suo gesto venne decorato poi con la medaglia d'argento al valor militare.
Partecipò negli anni '30 col grado di capitano di fanteria nel Corpo Truppe Volontarie, alla Guerra civile spagnola, dove fu ferito gravemente, e fatto prigioniero e internato negli ospedali nemici.
Quando la guerra giunse al termine con la vittoria delle truppe nazionaliste, venne trucidato dai repubblicani in ritirata nei pressi di Pont de Molins, il 7 febbraio 1939.
Dopo la sua morte gli venne conferita la medaglia d'oro al valor militare alla memoria.
In suo nome sono state intitolate una contrada sorta nella zona di Tumarrano, in territorio di Cammarata ed una via a Favara.

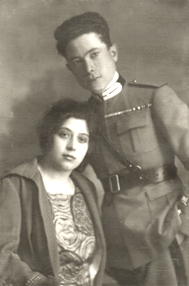
Antonio Callea con la moglie.